# Ben Lederman
Ben Lederman (Los Angeles, 8 maggio 2000) è un calciatore polacco, centrocampista del Maccabi Tel Aviv.

## Carriera

### Club
Il 25 febbraio 2020 viene acquistato a titolo definitivo dalla squadra polacca del Raków Częstochowa.

### Nazionale
Ha giocato nella nazionale polacca Under-21.

## Statistiche

### Presenze e reti nei club
Statistiche aggiornate al 25 marzo 2022.
| Stagione        | Squadra           | Campionato      | Campionato | Campionato | Coppe nazionali | Coppe nazionali | Coppe nazionali | Coppe continentali | Coppe continentali | Coppe continentali | Altre coppe | Altre coppe | Altre coppe | Totale | Totale |
| Stagione        | Squadra           | Comp            | Pres       | Reti       | Comp            | Pres            | Reti            | Comp               | Pres               | Reti               | Comp        | Pres        | Reti        | Pres   | Reti   |
| --------------- | ----------------- | --------------- | ---------- | ---------- | --------------- | --------------- | --------------- | ------------------ | ------------------ | ------------------ | ----------- | ----------- | ----------- | ------ | ------ |
| feb.-lug. 2020  | Raków Częstochowa | EK              | 6          | 0          |                 | -               | -               |                    | -                  | -                  |             | -           | -           | 6      | 0      |
| 2020-2021       | Raków Częstochowa | EK              | 13         | 0          | CP              | 4               | 0               |                    | -                  | -                  |             | -           | -           | 17     | 0      |
| 2021-2022       | Raków Częstochowa | EK              | 17         | 1          | CP              | 2               | 1               | UECL               | 1                  | 0                  | SP          | 1           | 0           | 21     | 2      |
| Totale carriera | Totale carriera   | Totale carriera | 36         | 1          |                 | 6               | 1               |                    | 1                  | 0                  |             | 1           | 0           | 44     | 2      |

## Palmarès

### Club

#### Competizioni nazionali
- Coppa di Polonia: 2

Raków Częstochowa: 2020-2021, 2021-2022
- Supercoppa di Polonia: 2

Raków Częstochowa: 2021, 2022
- Campionato polacco: 1

Raków Częstochowa: 2022-2023